# 田脇日吉神社 (柳川市田脇)
田脇日吉神社（たわきひよしじんじゃ）は、福岡県柳川市田脇にある神社。旧社格は村社。

## 祭神
- 大山咋神
- 須佐之男命
- 大山祇神
- 筒之男三神
- 木花咲耶姫
- 菅原道真

## 歴史
2018年8月に134年ぶりとなる社殿建て替えを終える。

## 現地情報
所在地
- 福岡県柳川市田脇948

交通アクセス
- 最寄駅：西鉄天神大牟田線矢加部駅もしくは西鉄柳川駅下車後、車で約10分